# هنري جون هاينز
هنري جون هاينز (بالإنجليزية: Henry John Heinz)‏ (14 مايو  1919 ـــــ 11 أكتوبر 1844).رجل أعمال أمريكي هو الذي أسس شركة هنري جون هاينز.

## شركة هنري جون هاينز
بدأ المؤسس هنري جون هاينز تعبئة المواد الغذائية على نطاق صغير في مدينة شاربسبورج، ولاية بنسلفانيا عام 1869. وهناك أسس شركة (هاينز نوبل آند كومباني) مع صديقه، L كلارنس نوبل، وبدأ تسويق الفجل. أفلست الشركة عام 1875، ولكن في العام التالي أسس هاينز شركة أخرى، F & J هاينز، مع شقيقه جون هاينز وابن عمه فريدريك هاينز. كان واحدا من أول منتجات هذه الشركة صلصة الطماطم أو المعروفة بالكاتشب. واستمرت الشركة في النمو، وفي عام 1888  اشترى هاينز نصيب شريكيه وأعاد تنظيم الشركة وسماها شركة (H. J هاينز) وهو الاسم الذي تحمله الشركة إلى يومنا هذا. وقدم هاينز، «57 نوع»، مختلف من المنتجات في عام 1896 على الرغم من أن الشركة كانت في ذلك الوقت تبيع أكثر من 60 منتجات مختلفا. وقال هاينز انه اختار "5" لأنه كان رقم حظه والرقم "7" رقم الحظ زوجته.

## عائلة هاينز
تزوج هاينز بسارة سلون يونغ هاينز في 3 سبتمبر 1869. كانت من أصل أيرلندي ونشأت في الكنيسة المشيخية. كان لديهم أربعة أطفال هم
- إيرين إدويلدا هاينز-جيفن (1871-1956)
- كلارنس هنري هاينز (1873-1920)
- هوارد كوفود هاينز (1877-1941)
- روبرت يوجين هاينز (1882-1882، عاش حوالي شهرا واحدا)[5]
- كليفورد سلون هاينز (1883-1935)

كان هاينز رجلًا متدينًا بطبعه فعندما زار إنجلترا، شملت «زياراته السياحية» قبور الزعماء الدينيين أمثال جون بونيان، إسحاق واتس، وجون ويسلي. وقد زار كنيسة صغيرة أسسها ويسلي، كتب في وقت لاحق «شعرت أنني كنت على الأرض المقدسة». في بداية وصيته كتب هاينز: «أريد أن أشرع، في بداية هذه الوصية، العنصر الأكثر أهمية في ذلك، اعتراف بإيماني بيسوع المسيح مخلصي.»

## وفاته
توفي هاينز في منزله في 14 مايو 1919، بعد إصابته بالتهاب رئوي. كان جنازته في كنيسة ليبرتي المشيخية الشرقية. دفن في مقبرة هوموود في بيتسبرغ، في ضريح هاينز العائلي. تم تخصيص تمثال برونزي لهاينز من قبل إميل فوشس في 11 أكتوبر 1924 في مبنى شركة هاينز في بيتسبرغ. 

## قرائات
- هنري هاينز وإنشاء العلامات التجارية في أواخر القرن التاسع عشر: خلق أسواق للأغذية المصنعة by نانسي كوين. The Business History Review, Vol. 73 (Autumn, 1999), pp. 349–393. جايستور [http://www.jstor.org/stable/3116181

```
3116181
```

], reprinted in Koehn, Nancy F. Koehn, Brand New : How Entrepreneurs Earned Consumers' Trust from Wedgwood to Dell (2001) pp 43–90.